# 6819 McGarvey
6819 McGarvey este un asteroid din centura principală de asteroizi.

## Descriere
6819 McGarvey este un asteroid din centura principală de asteroizi. A fost descoperit pe 14 iunie 1983 la Observatorul Palomar de Smrekar, S.. El prezintă o orbită caracterizată de o semiaxă mare de 2,29 ua, o excentricitate de 0,12 și o înclinație de 5,0° în raport cu ecliptica.